# At (Unix)
A Unix-alapú operációs rendszereken az at parancsot használják különböző utasítások futtatásának időzítéséhez.

## Használata
A parancs általános alakjai:
at [ -V ] [ -q sor ] [ -f fájl ] [ -mldbv ] IDŐ
at -c feladat [ feladat... ]
atq [ -V ] [ -q sor ] [ -v ]
atrm [ -V ] feladat [ feladat... ]
batch [ -V ] [ -q sor ] [ -f fájl ] [ -mv ] [ IDŐ ]
Az at és a batch az utasításokat a szabványos bemenetről vagy egy meghatározott fájlból olvassa. Az utasítások később lesznek végrehajtva a /bin/sh parancs felhasználásával.
- at

elindít egy utasítást a megadott időpontban.
- atq

felsorolja a felhasználó függőben lévő feladatait, feltéve, ha a felhasználó nem a root. Ebben az esetben minden felhasználó sorban álló feladatait kilistázza.
- atrm

Feladatokat töröl.
- batch

Utasításokat indít, amikor a rendszer kihasználtsága engedélyezi. Más szavakkal ha a kihasználtság 0,8, vagy más, az atrun parancs segítségével meghatározott kihasználtsági szint alá csökken.

## Opciók
- -V

Kiírja a verzió információkat a szabványos kimenetre.
- -q sor

Meghatározol vele egy várakozási sort. A várakozási sor megnevezése egy betűt tartalmaz; az érvényes megnevezések tartománya a-tól z-ig, valamint A-tól Z-ig tart. Az a várakozási sor az alapértelmezett az at parancsnak, valamint a b várakozási sor a batch parancsnak. A várakozási sor prioritása alacsonyabb, ahogy a hozzárendelt azonosító közelebb van az ábécé végéhez. A "=" jelű speciális várakozási sor az éppen futó feladatoknak van fenntartva.
Ha egy feladat egy nagybetűvel megjelölt várakozásba lett besorolva, akkor úgy lesz kezelve, mintha a batch parancs lett volna meghívva az adott időben. Ha az atq parancsnak meghatározol egy várakozási sort, akkor csak azokat a feladatokat fogja kilistázni, amelyek abban a várakozási sorban vannak.
- -m

Mindenképpen küld egy levelet a tulajdonosnak, akkor is, ha annak a feladatnak nem volt semmilyen kimenete.
- -f fájl

A feladatokat a fájlból olvassa és nem a szabványos bemenetről.
- -l

Ez egy szinonima az atq parancsra.
- -d

Ez egy szinonima az atrm parancsra.
- -v

Az atq-nak adva megmutatja a végrehajtott, de a várakozási sorból még nem törölt feladatokat; egyébként megmutatja, hagy mikor hajtódnak végre a feladatok.
Az idő a "1997-02-20 14:50" formátumban lesz kiírva, hacsak a POSIXLY_CORRECT környezeti változó be nincsen állítva. Ha be van, akkor a "Thu Feb 20 14:50:00 1997" formátumot fogja használni.
- -c

A parancssorban felsorolt feladatokat a szabványos kimenetre másolja.

## Példák
```
$ echo "cc -o foo foo.c" | at 1145 jun 17
```

vagy
```
$ at 1145 jun 17
at> cc -o foo foo.c
at> ^D (press Control-D while at the beginning of a line)
```

Windows NT/2000/XP operációs rendszereknek a at parancs felel meg (hasonló a cron parancshoz), de ennél használtabb a Feladatütemező.